# Род Лейвър
Род Лейвър (на английски: Rod Laver) е австралийски тенисист.

## Биография
Род Лейвър е роден на 9 август 1938 г. в Рокхемптън, Куинсланд.

## Кариера
Род Лейвър е смятан е от мнозина за един от най-великите тенисисти в историята на този спорт. Той, Рой Емерсън и Новак Джокович са единствените тенисисти, които са печелили всички турнири от Големия шлем поне по два пъти.
Той е последният мъж, печелил Голям шлем в тениса през 1969 г.

## Кариерна статистика

#### Титли на сингъл отГолям шлем(11)
| година        | турнир       | съперник       | резултат                          |
| ------------- | ------------ | -------------- | --------------------------------- |
| 1960          | ОП Австралия | Нийл Фрейзър   | 5 – 7, 3 – 6, 6 – 3, 8 – 6, 8 – 6 |
| 1961          | Уимбълдън    | Чък Маккинли   | 6 – 3, 6 – 1, 6 – 4               |
| 1962          | ОП Австралия | Рой Емерсън    | 8 – 6, 0 – 6, 6 – 4, 6 – 4        |
| 1962          | Ролан Гарос  | Рой Емерсън    | 3 – 6, 2 – 6, 6 – 3, 9 – 7, 6 – 2 |
| 1962          | Уимбълдън    | Мартин Мълиган | 6 – 2, 6 – 2, 6 – 1               |
| 1962          | ОП САЩ       | Рой Емерсън    | 6 – 2, 6 – 4, 5 – 7, 6 – 4        |
| ↓ Оупън ера ↓ |              |                |                                   |
| 1968          | Уимбълдън    | Тони Роуч      | 6 – 3, 6 – 4, 6 – 2               |
| 1969          | ОП Австралия | Андрес Химено  | 6 – 3, 6 – 4, 7 – 5               |
| 1969          | Ролан Гарос  | Кен Розуол     | 6 – 4, 6 – 3, 6 – 4               |
| 1969          | Уимбълдън    | Джон Нюкъмб    | 6 – 4, 5 – 7, 6 – 4, 6 – 4        |
| 1969          | ОП САЩ       | Тони Роуч      | 7 – 9, 6 – 1, 6 – 2, 6 – 2        |

#### Финали на сингъл отГолям шлем(6)
| година        | турнир       | съперник     | резултат                   |
| ------------- | ------------ | ------------ | -------------------------- |
| 1959          | Уимбълдън    | Алекс Олмедо | 4 – 6, 3 – 6, 4 – 6        |
| 1960          | Уимбълдън    | Нийл Фрейзър | 4 – 6, 6 – 3, 7 – 9, 5 – 7 |
| 1960          | ОП САЩ       | Нийл Фрейзър | 4 – 6, 4 – 6, 7 – 9        |
| 1961          | ОП Австралия | Рой Емерсън  | 6 – 1, 3 – 6, 5 – 7, 4 – 6 |
| 1961          | ОП САЩ       | Рой Емерсън  | 5 – 7, 3 – 6, 2 – 6        |
| ↓ Оупън ера ↓ |              |              |                            |
| 1968          | Ролан Гарос  | Кен Розуол   | 3 – 6, 1 – 6, 6 – 2, 2 – 6 |